# José María Morelos y Pavón, Texistepec
José María Morelos y Pavón är en ort i Mexiko.   Den ligger i kommunen Texistepec och delstaten Veracruz, i den sydöstra delen av landet, 500 km öster om huvudstaden Mexico City. José María Morelos y Pavón ligger 14 meter över havet och antalet invånare är 212.
Terrängen runt José María Morelos y Pavón är mycket platt. Runt José María Morelos y Pavón är det ganska glesbefolkat, med 29 invånare per kvadratkilometer. Närmaste större samhälle är Hidalgotitlán, 8,2 km nordost om José María Morelos y Pavón. Trakten runt José María Morelos y Pavón består till största delen av jordbruksmark.